# 梅赛德斯-奔驰MB 835型柴油机
梅赛德斯-奔驰MB 835型柴油机（德語：Dieselmotor Mercedes-Benz MB 835）是一款由戴姆勒-奔驰公司开发研制、以梅赛德斯-奔驰品牌推出的12气缸、V型结构、预燃室式的四冲程高速柴油机，气缸内径为190毫米，活塞行程为230毫米。该系列有多种不同缸数和功率等级的型号，12缸机型称为梅赛德斯-奔驰MB 835型柴油机，16缸机型称为梅赛德斯-奔驰MB 839型柴油机，根据增压系统可分为具有涡轮增压而没有中冷器的类型（型号尾缀Ab），或同时具有涡轮增压和中冷器的类型（型号尾缀Bb），被广泛用作船舶推进、固定发电和铁路牵引的动力装置。
1959年，因应对大功率柴油机日益增长的需求，戴姆勒-奔驰公司为了提高柴油机功率，在MB 820型柴油机的基础上将缸径从175毫米加大到190毫米，将行程从205毫米加大到230毫米，开发出新一代MB 835/839型柴油机。MB 835/839型两种机型结构形式相同，12气缸的MB 835型柴油机采用60°气缸夹角，16气缸的MB 839型柴油机采用45°气缸夹角，两者很多零件及附件都可以通用互换。与MB 820型柴油机相比，MB 835/839型柴油机的单缸排量由4.93升增加到6.52升，而平均有效压力仍大致保持在原来的水平。1960年代起，MB 835型柴油机开始被用于德国联邦铁路V100型柴油机车，MB 839型柴油机被大量用于V160、V162、V164、V320型柴油机车。
1960年代后期，迈巴赫公司与梅赛德斯-奔驰发动机公司合并，于1969年成立了MTU腓德烈斯哈芬公司，两家公司原来的产品继续由MTU公司生产，MB 835型柴油机的型号相应变更为MTU MB 12V 652型柴油机，MB 839型柴油机的型号相应变更为MTU MB 16V 652型柴油机。

## 参看
- 梅赛德斯-奔驰MB 806型柴油机（德语：Mercedes-Benz OM 86）
- 梅赛德斯-奔驰MB 820型柴油机
- 梅赛德斯-奔驰MB 500型柴油机
- MTU 956系列柴油机